# Fran Fermoso
Francisco "Fran" Fermoso (Valladolid, 2 de marzo de 1984) es un periodista deportivo español especializado en baloncesto y la NBA, que trabaja para Movistar+.

## Biografía
De 2002 a 2006, cursó Periodismo en Universidad Carlos III de Madrid, mientras lo compaginaba siendo redactor y locutor de informativos en la Cadena Ser de Medina del Campo (Valladolid). Para luego realizar, en 2007, un curso de Periodismo para Televisión en la University of Miami y, en 2008, un Máster de Periodismo en la Universidad Autónoma de Madrid.
Después, en verano de 2008, fue redactor de la sección de 'Especiales', para la edición en línea del diario El País, diario con el que, en 2018, se convertiría en colaborador en la sección de Deportes de la tirada nacional, y para el que colabora como profesor en la Escuela de Periodismo de El País, del taller de narración deportiva especializada en baloncesto.
Desde 2009, forma parte de la plantilla de narradores de baloncesto de Movistar+, siendo la voz principal de los partidos de la NBA entre semana, junto a Piti Hurtado, y la también de la Euroliga.
También es colaborar habitual, desde 2013, de la revista Gigantes del basket y se hizo Entrenador Superior de Baloncesto.[cita requerida]